# Fennoscàndia

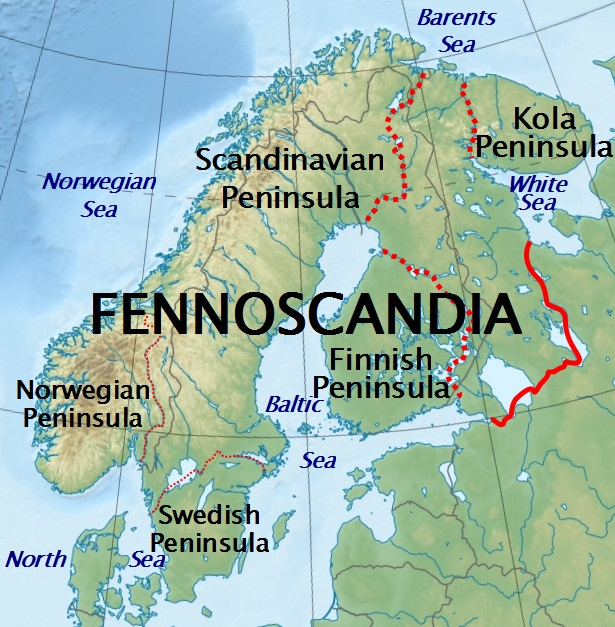
Fennoscàndia

Fennoscàndia és un terme geogràfic que serveix per designar l'àrea nord-est de l'Europa continental. Fennoscàndia inclou la península Escandinava (Noruega i Suècia), Finlàndia, península de Kola i Carèlia a Rússia.
La regió, com a tal, és en realitat una península, que es connecta amb el continent a través de Rússia, al Nord delimita amb el Mar Blanc i el Mar de Barents, al Sud amb el Mar Bàltic, el Golf de Finlàndia, el Golf de Botnia i Kattegat i Skagerrak, per l'oest delimita amb el Mar del Nord i el Mar de Noruega.
Fennoscàndia com a concepte és especialment útil per a descriure i definir els casos en què les fronteres polítiques no són importants, per exemple, en la cultura, la Biologia, la geologia i l'Arqueologia, entre d'altres.
En geologia, el terme Fennoscàndia fa referència a la part emergida de la Placa del Bàltic, amb una antiguitat de 3,1 milions d'anys.
En el context cultural Fennoscàndia seria, més o menys, un sinònim de països nòrdics, i sovint s'utilitza per emfatitzar l'estreta relació entre Finlàndia, els Sami i els escandinaus.